# Heinkel HD 40
Хейнкель HE 40 (нем. Heinkel HE  40) — немецкий почтовый самолёт.
Heinkel HD 40 был изготовлен на базе Heinkel HD 39 и имел двигатель BMW VI (600 л. с.). Багажный отсек позволял перевозить до 1000 кг почты. Самолёт мог преобразовываться в пассажирский и вмещать до 8 пассажиров. Каркас HD 40 изготавливался из стальных конструкций. Несущие плоскости были выполнены из древесины. HD 40 эксплуатировался в течение 6 месяцев, после чего был разрушен в результате отказа двигателя.

## Лётно-технические характеристики
| Модификация                 | HE 40                             |
| Размах крыла, м             | 17,60                             |
| Длина, м                    | 11,90                             |
| Площадь крыла, м²           | 75,40                             |
| Масса, кг                   |                                   |
| пустого самолета            | 2107                              |
| нормальная взлетная         | 3707                              |
| Тип двигателя               | 1 ПД BMW VI                       |
| Мощность, л. с.             | 1 х 600                           |
| Максимальная скорость, км/ч | 180                               |
| Крейсерская скорость, км/ч  | 150                               |
| Продолжительность полета, ч | 4                                 |
| Экипаж, чел                 | 2                                 |
| Полезная нагрузка:          | 1000 кг почты или до 8 пассажиров |